# Druckhalter

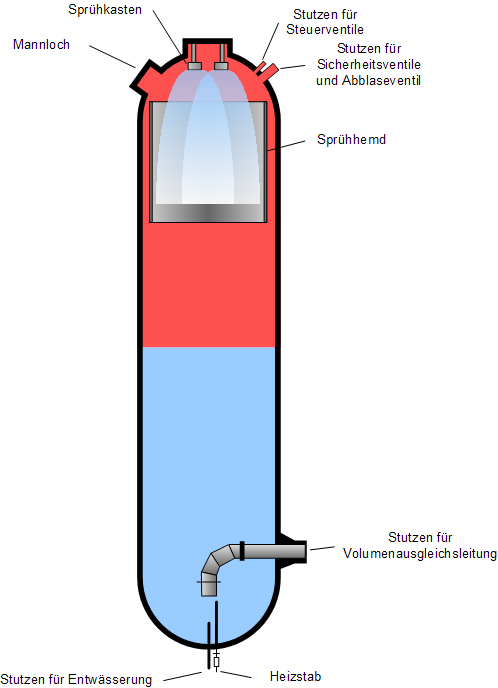
Schematische Darstellung eines Druckhalters

Der Druckhalter ist ein spezieller Behälter im Reaktorkühlkreislauf eines Druckwasserreaktors. Seine Hauptaufgabe liegt darin, dem Reaktorkühlkreislauf den auslegungsgemäßen Druck aufzuprägen und temperaturbedingte Volumenschwankungen auszugleichen (ausreichend Kühlmittelvorrat für diverse Transienten, z. B. Volllast-Reaktorschnellabschaltung). Die Anbindung erfolgt über die sogenannte Volumenausgleichsleitung an einen der Loops.
Der Druckhalter ist die einzige Stelle im Reaktorkühlkreislauf, an der betriebsmäßig Siedezustand herrscht, d. h., es liegen sowohl Wasser als auch Dampf vor.

## Aufbau

### Heizstäbe
Am unteren Ende des Druckhalters befinden sich Heizstäbe. Diese dienen der Erzeugung des Dampfpolsters in verschiedenen Heizstufen. Weiterhin ist hier die Zuleitung aus dem Volumenausgleichssystem (Volumenausgleichsleitung) angebracht.

### Sprühsystem
In die Oberseite des Druckhalters laufen Sprühleitungen und eine Hilfssprühleitung aus dem Volumenregelsystem. Jede dieser Leitungen mündet innerhalb des Druckhalters in einen Sprühkasten mit Vollkegeldüsen.
Für die Druckabsenkung wird Hauptkühlmittel über die Sprühdüsen eingesprüht. Ein Teil dieser Sprühungen ist dauerhaft in Betrieb, um sowohl eine Borsäure-Konzentrationsangleichung, als auch eine Vorwärmung der Rohrleitung zu ermöglichen. Da hierdurch die Temperatur und somit auch der Druck abgesenkt werden würde, muss gleichzeitig ein Teil der Heizung (Grundheizung) ständig betrieben werden.

### Sprühhemd
Um beim Einsprühen des kalten Mediums in den heißen Behälter Materialermüdung an der Behälterinnenwand zu verhindern, verfügt ein Druckbehälter über ein sogenanntes Sprühhemd. Darunter versteht man einen hohlen Blechzylinder, der in Abstand zur Behälterinnenwand angebracht ist und den direkten Kontakt vom Sprühmedium mit der Druckhalterinnenwand verhindert.

### Sicherheitsventile / Abblaseventile
Wie nahezu jeder Druckbehälter muss auch der Druckhalter gegen unzulässige Überdrücke abgesichert werden. Dies geschieht durch die Druckhalter-Sicherheitsventile, die oben am Druckhalter angebracht sind und in den Druckhalter-Abblasetank Dampf abströmen lassen. Parallel zu den Sicherheitsventilen gibt es ein absperrbares Abblaseventil, über das Dampf per Handmaßnahme vom Druckhalter abgeblasen werden kann.
Auf Grund seiner sicherheitstechnischen Bedeutung muss der Füllstand des Druckhalters im Betrieb ständig überwacht werden. Sowohl ein zu hoher als auch ein zu niedriger Füllstand sind Kriterien für eine Reaktorschnellabschaltung.